# 蚵仔寮通安宮

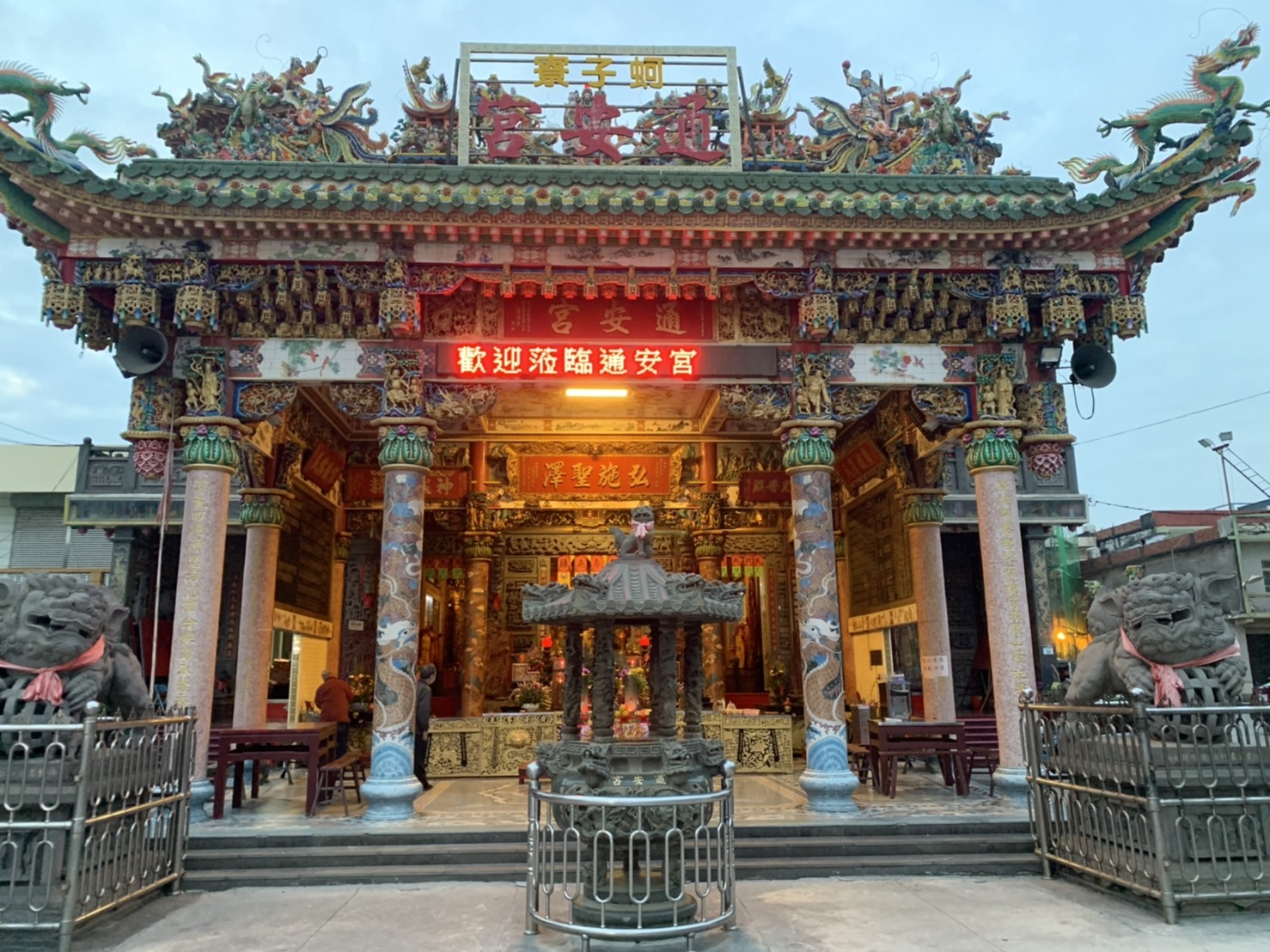
蚵仔寮通安宮

蚵子寮通安宮，又名聖公廟，位於高雄市梓官區通安路305巷30號，是蚵仔寮地區的境主。主祀廣澤尊王，俗稱聖王公。

## 沿革
清代同治八年（1869年）肇因漁民曾綽，曾清秀父子兩人，在桃仔園灣，壽山近外海捕魚，忽見聖王的金身，隨恭敬帶回奉安於自宅大廳，供民眾膜拜，開始發跡。
民國六年（1917年），距供奉聖王四十八週年，經聖王親自選擇現時廟址，為建宮廟地，廟名敬稱通安宮，此謂本宮立廟之源始。
廟裡主要供祀廣澤尊王有五位，俗稱開廟大聖王(又稱副大聖王) 開基大聖王、二聖王、三聖王、鎮殿王。至今已有90幾年歷史的聖王公廟，是當地居民們的中心信仰與精神寄託之所在，更是當地最為著名的代表性廟宇。
註:開廟大聖王乃舊廟時期之鎮殿王,爾後蓋大廟,便雕刻一尊較大尊的鎮殿王,至今耆老仍稱呼為開廟大聖王,或稱為副大聖王或外交部長。

## 事跡
通安宮聖王公出巡遶境活動有許多嘖嘖稱奇的事跡，較著名為其鎮殿聖王神像翻白眼，據說是神明正在處理不好的東西產生的現象，並且吸引電視台與許多人士報導與觀看，在2017年三立電視台戲說台灣電視劇以此為範本，播出反白眼翹腳王戲劇，並在戲末結局後介紹了蚵仔寮通安宮。而在2016年通安宮往福建省南安市詩山鳳山寺謁祖進香暨夜巡大典科儀，寶島神很大電視團隊前來拍攝蚵仔寮地區的宗教信仰，以及夜巡活動，並在20160420播出。

## 神轎特色
四駕:二聖王的鑾轎，大多在轎後會插上象徵兵馬旗的五方旗與日月傘，主要是方便其在出巡期間處理辦事進出狹隘地方或房舍需要。
頂棚轎:是其他各聖王主要的鑾轎，在轎後會插上象徵兵馬旗的五方旗，也會視狀況(例如出巡的鎮殿王神轎)多兩把日月傘。其動態的展現更是蚵仔寮通安宮主要特色之一。
文轎:在出巡、問公事時以啞巴轎進行時會用上。

## 爭議
2024年6月因其主委涉毒遭逮而引起風波。通安宮即聲明此事件為個人之行為，但已對廟宇和神明造成信仰存既的破壞。相對體現現今廟宇本身和其人事關係有著密不可分之關聯。

## 外部連結
- 蚵子寮通安宮廣澤尊王 Unofficial Fanpage臉書
- 寶島神很大第90集小漁村不思議，廣澤尊王的暗夜捉拿任務20160420 （页面存档备份，存于）
- Youtube壬辰年蚵仔寮通安宮廣澤尊王 （页面存档备份，存于）
- Youtube蚵子寮通安宮廣澤尊王丙申年前往詩山鳳山寺過爐回鑾微紀錄短片 （页面存档备份，存于）
- Youtube「魔神仔」剋星！ 廣澤尊王「翻白眼」顯神威│三立新聞台20180104 （页面存档备份，存于）